# Yume Nikki
Yume Nikki (ang. Dream Diary) – japońska gra przygodowa utrzymana w estetyce surrealizmu. Została stworzona przez anonimowego developera posługującego się pseudonimem „Kikiyama”, a jej pierwszą wersję udostępniono na licencji freeware w czerwcu 2004 roku. Gra powstała na silniku RPG Maker 2003. Początkowo spotkała się z marginalnym zainteresowaniem ze strony graczy, ale w miarę kolejnych aktualizacji jej popularność rosła. 10 stycznia 2018 gra pojawiła się w serwisie Steam. Kolejnego miesiąca (23 lutego 2018), na tym samym serwisie, został opublikowany jej reboot w 3D, YUMENIKKI -DREAM DIARY-.

## Rozgrywka
Gracz wciela się w dziewczynkę imieniem Madotsuki, która przebywa samotnie w swoim mieszkaniu. Gra nie posiada dialogów ani jako takiej fabuły. Rozgrywka ogranicza się do zwiedzania surrealistycznych lokacji i okazjonalnego zbierania przedmiotów, zwanych efektami. Głównym celem gry jest zebranie 24 z nich, co jest konieczne aby odblokować zakończenie.

## Odbiór
Początkowo gra zaczęła zyskiwać popularność dzięki japońskiemu forum 2channel. Później doczekała się fanowskich tłumaczeń na język angielski, za sprawą których dowiedziano się o niej także za granicą. Yume Nikki stała się również wzorem dla innych produkcji. Autorzy takich gier jak Undertale czy OneShot podali ją jako jedną ze swoich inspiracji. Powstało również wiele gier fanowskich, m.in. Yume 2kki czy .flow.